# Bomolocha uniformalis
Bomolocha uniformalis là một loài bướm đêm trong họ Noctuidae.